# Santalaceae
Santaláceas (Santalaceae), a família do sândalo, são um grupo de angiospermas eudicotiledôneas que pertence à ordem Santalales. São plantas no geral hemiparasitas, contudo existem exceções no grupo. Tem grande importância econômica, tanto pelo seu impacto sobre as plantas hospedeiras, quanto pela comercialização da essência do sândalo, usada para fazer óleos essenciais, incensos, entre outros.

## Diversidade Taxonômica[1]
A família Santalaceae é constituída atualmente por 44 gêneros e 990 espécies, com distribuição em todos os continentes. 
Representam a maior família dentro da ordem em termos de número de espécies. Aproximadamente metade dos gêneros é encontrada em regiões secas, e a outra metade está localizada nos biomas tropicais.
Geralmente são hemiparasitas, retirando nutrientes de suas hospedeiras através de uma estrutura denominada haustório, ao mesmo tempo que realizam fotossíntese, obtendo energia de maneira autotrófica. No entanto, existem espécies onde o parasitismo não ocorre.

## Hábito e Morfologia[3]
Os hábitos mais comuns são de espécies arbustivas (sobretudo ervas-de-passarinho) ou herbáceas perenes, que geralmente são hemiparasitas de caule ou de raiz. Contudo, são conhecidas algumas árvores, como é o caso de Santalum e de Okoubaka.
Raizes: são modificadas em haustórios, que se desenvolvem dentro do caule de outras plantas. É especializado na absorção de nutrientes do xilema da hospedeira.
Folhas: geralmente são simples, podendo ser opostas ou alternas e espiraladas. Podem também ter sofrido redução, manifestando-se  na forma de espinhos ou escamas.  Ausenta estípulas.
Flores: As flores podem ser bi- ou unissexuais. Normalmente são espigas com flores em cavidades, mas a morfologia pode variar. O ovário geralmente é ínfero e ocorre placentação.
A Filotaxia Floral é descrita por: 3-5 tépalas, saindo geralmente de um único verticilo do perianto, que corresponde ao cálice. Androceu com o mesmo numero de peças das tépalas, que também pode variar de 3-5, sem gineceu, no caso da flor estaminada unissexual. Já a flor carpelada unissexual que abriga as estruturas reprodutivas femininas geralmente possui de 3-5 tépalas, assim como as masculinas. Não há androceu, e o gineceu possui 3 ou 4 carpelos. Pode haver a produção de estruturas como baga, drupa ou noz.

## Relações Filogenéticas
A ordem Santalales, na qual está inserida a família Santalaceae, é considerada monofilética. No entanto, a ordem apresenta uma politomia em relação aos outros cinco grupos mais próximos filogeneticamente: Berberidopsidales, Cariofilídeas, Saxifragales, Rosídeas e Asterídeas.
A família Santalaceae não possui sinapomorfias bem definidas, e é muito difícil diferenciá-la de outrsa famílias da ordem, como Opiliaceae. No geral, é classificada a partir de traços plesiomórficos e o próprio hábito de erva-de-passarinho. Com isso, estudos moleculares indicam que a tribo Amphorogyneae é monofilética, diferente das tribos Santaleae e Thesieae. Amphorogyneae se diferencia morfologicamente pela presença de anteras e placentas em todo o grupo, enquanto as demais tribos são mais morfologicamente heterogêneas dentro de si mesmas.  
lato
O Angiosperm Phylogeny Group (APG) agrupa várias tribos dentro de Santalaceae sensu lato, porém existem interpretações que separam esta família em Viscaceae, Amphorogynaceae, Santalaceae sensu stricto, Nanodeaceae, Cervantesiaceae, Thesiaceae e Comandraceae. 

## Ocorrência no Brasil[8]
No Brasil contamos com a ocorrência de 8 gêneros, que abrigam 68 espécies, das quais 24 são endêmicas.
Ocorrem em todos os domínios fitogeográficos brasileiros, como Amazônia, Caatinga, Cerrado, Mata Atlântica, Pampa e Pantanal.

## Gêneros[2]
| Acanthosyris Amphorogyne Antholobus Arceuthobium Arjona Austroamericium Buckleya Cervantesia Choretrum Cladomyza Colpoon Comandra | Daenikera Dendromyza Dendrophthora Dendrotrophe Dufrenoya Elaphanthera Exocarpos Geocaulon Ginalloa Jodina Korthalsella Kunkeliella | Leptomeria Mida Myoschilos Nanodea Nestronia Notothixos Okoubaka Omphacomeria Osyridocarpos Osyris Phacellaria Phoradendron | Pyrularia Quinchamalium Rhoiacarpos Santalum Scleropyrum Spirogardnera Thesidium Thesium Viscum |